# Krzysztof Olszewski (tłumacz)
Krzysztof Wojciech Olszewski (ur. 6 stycznia 1971 w Poznaniu) – polski tłumacz, badacz kultury i literatury japońskiej, wieloletni dydaktyk języka japońskiego. Tłumacz przysięgły i symultaniczny języka japońskiego. Tłumacz klasycznej literatury japońskiej, członek zwyczajny Stowarzyszenia Tłumaczy Literatury.

## Życiorys
Absolwent japonistyki na Uniwersytecie Jagiellońskim – 1997 r. oraz filologii słowiańskiej – bułgarystyki – z 1995. W 2002 r. ukończył studia doktoranckie (spec. literaturoznawstwo) na tej samej uczelni.
Zainteresowania badawcze koncentruje wokół klasycznej literatury japońskiej, szczególnie utworów z okresów Heian i Kamakura, rozszerzając swoje zainteresowania na obszar współczesnych literatur Azji Południowo-Wschodniej (szczególnie Birmy i Kambodży). Osobny nurt badań stanowi metodyka nauczania języka japońskiego. W swoim dorobku posiada monografię dotyczącą poezji Ki no Tsurayukiego oraz kilkanaście artykułów naukowych. Od kwietnia 2013 do 2016 prowadził blog popularnonaukowy poświęcony zagadnieniom kultury, sztuki, literatury japońskiej i birmańskiej, a obecnie – blog naukowy dotyczący Japonii, japonistyki, metodologii przekładu z języka japońskiego. Rozwija również projekt Słownika online gramatyki języka japońskiego jako MediaWiki.
Współautor poradnika Jak nauczyć się języka obcego? wydawnictwa Sprachcaffe Languages PLUS.